# Fissidens goyazensis
Fissidens goyazensis är en bladmossart som beskrevs av Brotherus 1895. Fissidens goyazensis ingår i släktet fickmossor, och familjen Fissidentaceae. Inga underarter finns listade i Catalogue of Life.